# Spodchmurykapelusza
spodchmurykapelusza – ostatni album Czesława Niemena wydany w roku 2001 nakładem wytwórni Pomaton EMI.

## Lista utworów
1. „Spokojnym krokiem” – 3:39
2. „Trąbodzwonnik” – 3:11
3. „Nie wyszeptuj” – 3:08
4. „Śmiech Megalozaura” – 5:23
5. „Jagody szaleju” – 3:47
6. „Pojutrze szary pył” – 3:19
7. „Sonancja” – 4:10
8. „Manhattan '93" – 3:29
9. „Co po nas” – 3:34
10. „Doloniedola” – 4:02
11. „Antropocosmicus” – 4:39
12. „Spodchmurykapelusza” – 4:00

## Pozycje na listach
| Lista | Kraj   | Pozycja |
| ----- | ------ | ------- |
| OLiS  | Polska | 22      |